# Villa Chiericati
| Imagem: Cidade de Vicenza e Villas de Palladio no Véneto | A Villa Chiericati está incluída no sítio "Cidade de Vicenza e Villas de Palladio no Véneto", Património Mundial da UNESCO. |  |

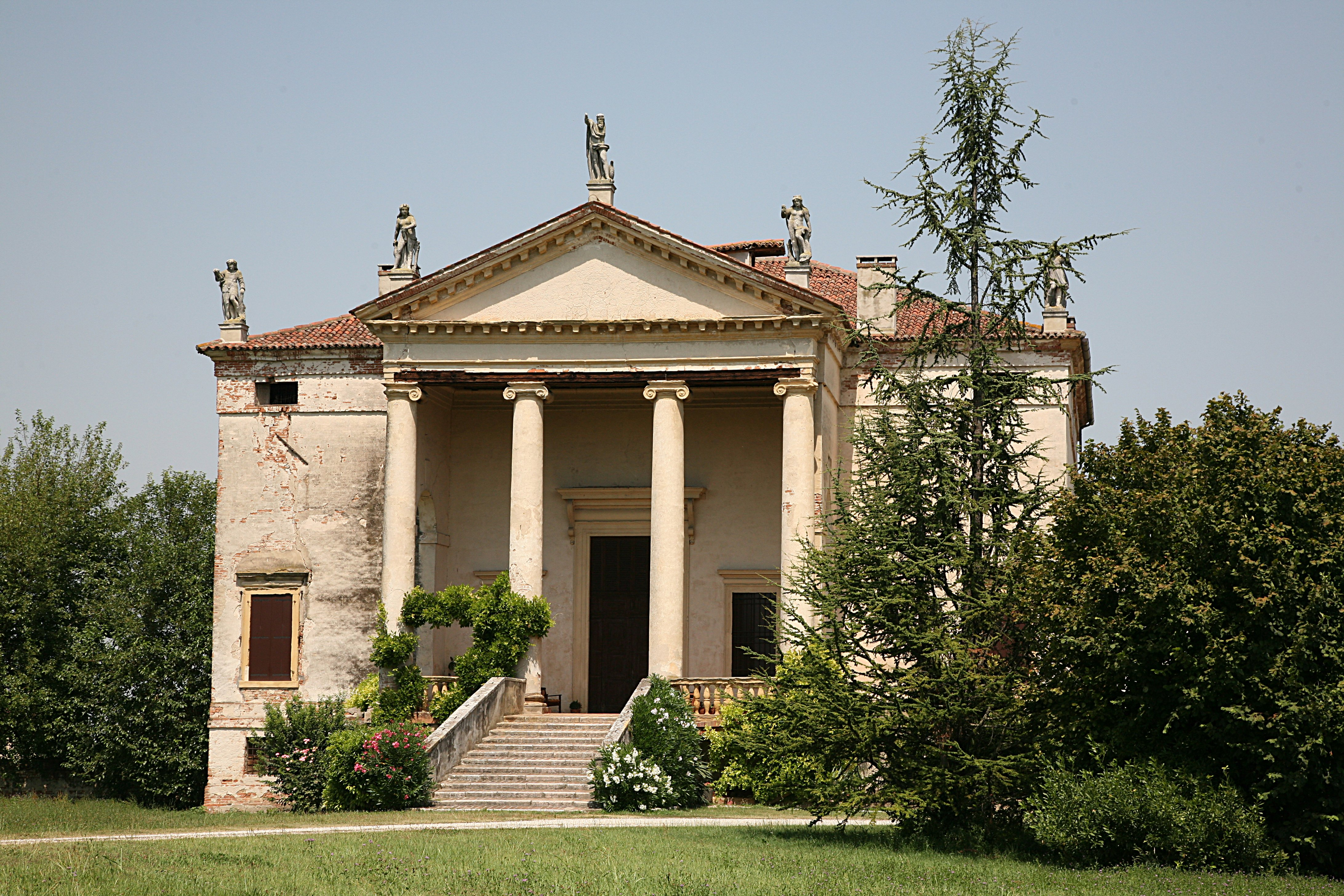
Fachada da Villa Chiericati.

A Villa Chiericati é uma villa italiana do Véneto, situada em Vancimuglio, localidade do município de Grumolo delle Abbadesse, Província de Vicenza, projectada pelo arquitecto Andrea Palladio em 1550 e terminada postumamente em 1584.
A villa está classificado, desde 1996, como Património Mundial da Humanidade pela UNESCO, juntamente com as outras villas palladianas do Véneto.

## História

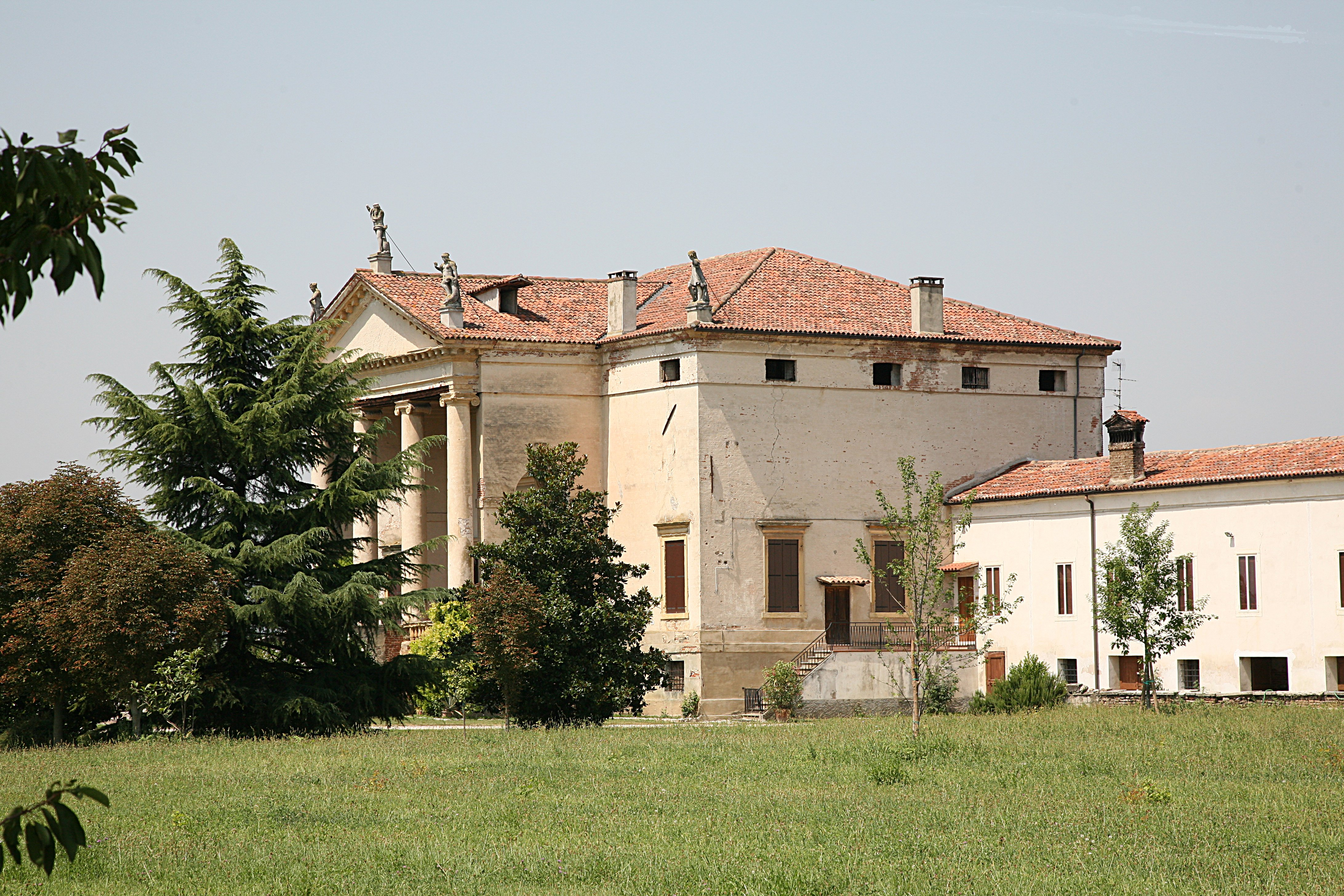
Vista lateral da villa.

O patrono da villa foi Giovanni Chiericati, irmão de Girolamo Chiericati, para o qual, no mesmo período, Palladio realizou o Palazzo Chiericati em Vicenza. Com grande probabilidade, o projecto para a villa é contemporâneo ao do palácio e, portanto, deve remontar aos primeiros anos da década de 1550, embora em 1554 o estaleiro ainda não estivesse aberto.

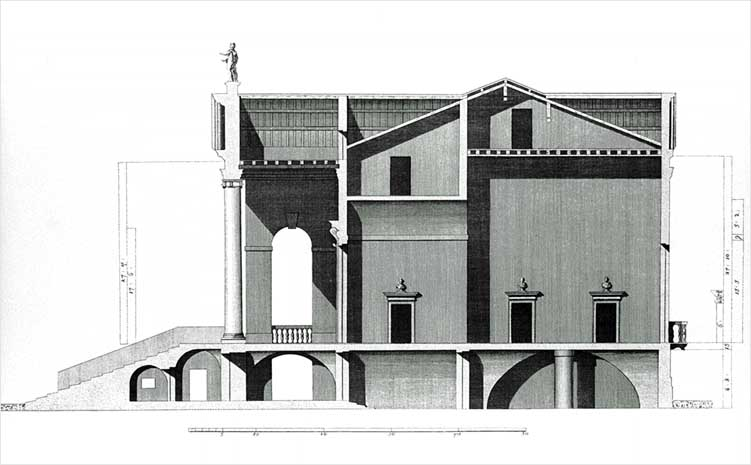
Secção transversal da Villa Chiericati.

Em 1557, um ano antes da morte do mecenas, a villa estava incompleta na sua maior parte, tanto que no ano de 1564 estava coberta mas, no entanto, ainda lhe faltavam os áticos e as janelas, e não estava habitada.
A villa só foi acabada depois de adquirida por Ludovico Porto em 1574. Em 1584 (quatro anos após a morte do arquitecto), o novo proprietário contratou o arquitecto Domenico Groppino para completar a villa, o qual havia colaborado habitualmente com Palladio.

## Detalhes arquitectónicos

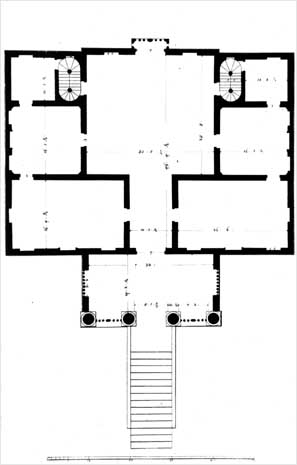
Planta da Villa Chiericati.

A villa apresenta uma planta quadrada. Um pórtico projecta-se a partir da sua fachada principal.
A Villa Chiericati em Vancimuglio assinala uma etapa fundamental na evolução da linguagem palladiana porque era a primeira vez que o pronau de um templo se incorporava no desenho duma villa.
As divisões principais estão construídas num piano nobile acima da meia-cave. O piso superior é de muito menor importância. O desenho da villa seria o protótipo de de obras palladianas posteriores, como a Villa Capra e a Villa Foscari.
Existe um certo debate que discute até que ponto Groppino, o arquitecto que assumiu o projecto em 1584, influenciou o desenho final do edifício. Alguns desenhos e esboços autografados, conservados em Londres, documentam o projecto original palladiano para a villa, sensivelmente modificado na fase executiva: substituiu-se o salão central com duas absides a favor dum simples espaço cúbico.
A mudança de programa levou à clausura duma janela termal posterior ainda visível no projecto. Num esboço de estudo acolhe-se, igualmente, uma primeira solução dum pronau com colunas também dos lados, depois substituída pelo actual muro furado por um arco, garantia do fortalecimento da estrutura, segundo o exemplo antigo do Pórtico de Otávia.
Parece que a execução foi pouco controlada por Palladio e, assim como este pórtico se deve indubitavelmente à sua mão, a posição das janelas são uma variação em relação ao conselho do próprio arquitecto em I Quattro Libri dell'Architettura, onde adverte contra a colocação de janelas próximo da esquina dum edifício por receio que debilitasse a estrutura, mostrando a villa, de facto, sinais de abatimento nas esquinas.